# Steinar Nilsen
Steinar Nilsen (* 1. května 1972 Tromsø, Norsko) je bývalý norský fotbalový záložník, momentálně nikde netrénuje.

## Přestupy
- z Tromsø IL do AC Milan za 1 000 000 eur
- z AC Milan do SSC Napoli za 200 000 eur
- z SSC Napoli do Tromsø IL zadarmo

## Statistika
| Klub       | Sezóna  | Liga   | Liga | Pohár  | Pohár | LM či EL | LM či EL | celkem | celkem |
| Klub       | Sezóna  | zápasy | Goly | zápasy | Goly  | zápasy   | Goly     | zápasy | Goly   |
| ---------- | ------- | ------ | ---- | ------ | ----- | -------- | -------- | ------ | ------ |
| Tromsø IL  | 1989    | 1      | 0    | ?      | ?     | ?        | ?        | ?      | ?      |
| Tromsø IL  | 1990    | 2      | 0    | ?      | ?     | ?        | ?        | ?      | ?      |
| Tromsø IL  | 1991    | 8      | 0    | ?      | ?     | ?        | ?        | ?      | ?      |
| Tromsø IL  | 1992    | 20     | 0    | ?      | ?     | ?        | ?        | ?      | ?      |
| Tromsø IL  | 1993    | 19     | 1    | ?      | ?     | ?        | ?        | ?      | ?      |
| Tromsø IL  | 1994    | 13     | 0    | ?      | ?     | ?        | ?        | ?      | ?      |
| Tromsø IL  | 1995    | 10     | 0    | ?      | ?     | ?        | ?        | ?      | ?      |
| Tromsø IL  | 1996    | 17     | 2    | ?      | ?     | ?        | ?        | ?      | ?      |
| Tromsø IL  | 1997    | 25     | 5    | ?      | ?     | ?        | ?        | ?      | ?      |
| AC Milan   | 1997/98 | 5      | 0    | 2      | 1     | 0        | 0        | 7      | 1      |
| SSC Napoli | 1998/99 | 26     | 1    | 2      | 1     | 0        | 0        | 28     | 3      |
| SSC Napoli | 1999/00 | 27     | 0    | 4      | 0     | 0        | 0        | 31     | 0      |
| SSC Napoli | 2000/01 | 0      | 0    | 0      | 0     | 0        | 0        | 0      | 0      |
| Tromsø IL  | 2002    | 17     | 2    | 1      | 0     | 0        | 0        | 18     | 2      |
| Tromsø IL  | 2003    | 20     | 0    | 4      | 0     | 0        | 0        | 24     | 0      |
| Tromsø IL  | 2004    | 23     | 1    | 2      | 0     | 0        | 0        | 25     | 1      |
| Tromsø IL  | Celkově | 233    | 11   | ?      | ?     | ?        | ?        | ?      | ?      |

## Úspěchy

### Klubové
- 1× vítěz norského poháru (1996)